# Copa del Caribe de 1990
La Copa del Caribe de 1990 fue la segunda edición del torneo de fútbol a nivel de selecciones nacionales más importante del Caribe, el cual es organizado por la Unión Caribeña de Fútbol.
El torneo no finalizó principalmente por dos razones: el intento de golpe de Estado por los musulmanes en Trinidad y Tobago el 27 de julio de 1990 y por la Tormenta Tropical Arthur que asoló al país durante el torneo.
El anfitrión Trinidad y Tobago enfrentaría en la final a Martinica, mientras que Jamaica jugaría ante Barbados el partido por el tercer lugar.

## Ronda Clasificatoria

### Zona A
| País                  | J | G | E | P | GF | GC | Pts |
| --------------------- | - | - | - | - | -- | -- | --- |
| Granada               | 3 | 1 | 2 | 0 | 4  | 2  | 4   |
| Surinam               | 3 | 1 | 1 | 1 | 7  | 4  | 3   |
| Antillas Neerlandesas | 3 | 0 | 3 | 0 | 3  | 3  | 3   |
| Guyana                | 3 | 0 | 2 | 1 | 1  | 6  | 2   |

| Equipo 1              | Resultado | Equipo 2              |
| --------------------- | --------- | --------------------- |
| Granada               | 1-1       | Antillas Neerlandesas |
| Surinam               | 5-0       | Guyana                |
| Granada               | 3-1       | Surinam               |
| Guyana                | 1-1       | Antillas Neerlandesas |
| Antillas Neerlandesas | 1-1       | Surinam               |
| Guyana                | 0-0       | Granada               |

### Zona B
| País                         | J | G | E | P | GF | GC | Pts |
| ---------------------------- | - | - | - | - | -- | -- | --- |
| San Vicente y las Granadinas | 3 | 2 | 1 | 0 | 5  | 3  | 5   |
| Martinica                    | 3 | 2 | 0 | 1 | 5  | 1  | 4   |
| Guayana Francesa             | 3 | 0 | 2 | 1 | 3  | 7  | 2   |
| Dominica                     | 3 | 0 | 1 | 2 | 2  | 4  | 1   |

| Equipo 1                     | Resultado | Equipo 2                     |
| ---------------------------- | --------- | ---------------------------- |
| Martinica                    | 4-0       | Guayana Francesa             |
| San Vicente y las Granadinas | 2-1       | Dominica                     |
| Dominica                     | 1-1       | Guayana Francesa             |
| San Vicente y las Granadinas | 1-0       | Martinica                    |
| Guayana Francesa             | 2-2       | San Vicente y las Granadinas |
| Martinica                    | 1-0       | Dominica                     |

### Zona C
| País              | J | G | E | P | GF | GC | Pts |
| ----------------- | - | - | - | - | -- | -- | --- |
| Barbados          | 3 | 2 | 1 | 0 | 3  | 1  | 5   |
| Bermudas          | 3 | 1 | 2 | 0 | 5  | 3  | 4   |
| Santa Lucía       | 3 | 1 | 0 | 2 | 2  | 3  | 2   |
| Antigua y Barbuda | 3 | 0 | 1 | 2 | 2  | 5  | 1   |

| Equipo 1          | Resultado | Equipo 2          |
| ----------------- | --------- | ----------------- |
| Bermudas          | 2-2       | Antigua y Barbuda |
| Barbados          | 1-0       | Santa Lucía       |
| Santa Lucía       | 0-2       | Bermudas          |
| Barbados          | 1-0       | Antigua y Barbuda |
| Bermudas          | 1-1       | Barbados          |
| Antigua y Barbuda | 0-2       | Santa Lucía       |

### Zona D

#### Fase Preliminar
Sint Maarten, Islas Caimán, Saint Martin, Islas Vírgenes Británicas y Anguila formaron parte de esta fase. El vencedor fue Saint Martin, quien avanzó a la Zona D.

#### Grupo 1
| País         | J | G | E | P | GF | GC | Pts |
| ------------ | - | - | - | - | -- | -- | --- |
| Islas Caimán | 2 | 1 | 1 | 0 | 3  | 2  | 3   |
| Sint Maarten | 2 | 0 | 1 | 1 | 3  | 3  | 2   |
| Aruba        | 2 | 0 | 0 | 2 | 3  | 4  | 1   |

| Equipo 1     | Resultado | Equipo 2     |
| ------------ | --------- | ------------ |
| Sint Maarten | 1-1       | Islas Caimán |
| Islas Caimán | 2-1       | Aruba        |
| Sint Maarten | 2-2       | Aruba        |

#### Grupo 2
| País                      | J | G | E | P | GF | GC | Pts |
| ------------------------- | - | - | - | - | -- | -- | --- |
| Saint-Martin              | 2 | 2 | 0 | 0 | 7  | 0  | 4   |
| Islas Vírgenes Británicas | 2 | 1 | 0 | 1 | 6  | 3  | 2   |
| Anguila                   | 2 | 0 | 0 | 2 | 0  | 10 | 0   |

| Equipo 1                  | Resultado | Equipo 2                  |
| ------------------------- | --------- | ------------------------- |
| Saint-Martin              | 3-0       | Islas Vírgenes Británicas |
| Saint-Martin              | 4-0       | Anguila                   |
| Islas Vírgenes Británicas | 6-0       | Anguila                   |

#### Repechaje
| Equipo 1     | Resultado | Equipo 2     |
| ------------ | --------- | ------------ |
| Saint-Martin | 5-1       | Islas Caimán |
| Islas Caimán | 2-3       | Saint-Martin |

#### Fase final
| País                   | J | G | E | P | GF | GC | Pts |
| ---------------------- | - | - | - | - | -- | -- | --- |
| Jamaica                | 3 | 2 | 1 | 0 | 4  | 0  | 5   |
| San Cristóbal y Nieves | 2 | 1 | 0 | 1 | 2  | 3  | 2   |
| Saint-Martin           | 2 | 1 | 0 | 1 | 2  | 2  | 2   |
| Guadalupe              | 3 | 0 | 1 | 2 | 1  | 4  | 1   |

| Equipo 1               | Resultado | Equipo 2               |
| ---------------------- | --------- | ---------------------- |
| Jamaica                | 3-0       | San Cristóbal y Nieves |
| Saint Martin           | 2-1       | Guadalupe              |
| Jamaica                | 1-0       | Saint Martin           |
| San Cristóbal y Nieves | 2-0       | Guadalupe              |
| Guadalupe              | 0-0       | Jamaica                |
| Saint Martin           | n/p       | San Cristóbal y Nieves |

## Fase de grupos

### Grupo A
| País              | J | G | E | P | GF | GC | GD | PTS |
| ----------------- | - | - | - | - | -- | -- | -- | --- |
| Trinidad y Tobago | 2 | 1 | 1 | 0 | 5  | 0  | +5 | 3   |
| Jamaica           | 2 | 0 | 2 | 0 | 0  | 0  | 0  | 2   |
| Granada           | 2 | 0 | 1 | 1 | 0  | 5  | -5 | 1   |

| Equipo 1          | Resultado | Equipo 2          |
| ----------------- | --------- | ----------------- |
| Trinidad y Tobago | 5-0       | Granada           |
| Granada           | 0-0       | Jamaica           |
| Jamaica           | 0-0       | Trinidad y Tobago |

### Grupo B
| País                         | J | G | E | P | GF | GC | GD | PTS |
| ---------------------------- | - | - | - | - | -- | -- | -- | --- |
| Martinica                    | 2 | 1 | 1 | 0 | 4  | 2  | +2 | 3   |
| Barbados                     | 2 | 1 | 1 | 0 | 5  | 4  | +1 | 3   |
| San Vicente y las Granadinas | 2 | 0 | 0 | 2 | 2  | 5  | -3 | 0   |

| Equipo 1                     | Resultado | Equipo 2                     |
| ---------------------------- | --------- | ---------------------------- |
| Barbados                     | 2-2       | Martinica                    |
| Martinica                    | 2-0       | San Vicente y las Granadinas |
| San Vicente y las Granadinas | 2-3       | Barbados                     |

## Fase final

### Tercer lugar
| Equipo 1 | Resultado | Equipo 2 |
| -------- | --------- | -------- |
| Barbados | n/p       | Jamaica  |

### Final
| Equipo 1          | Resultado | Equipo 2  |
| ----------------- | --------- | --------- |
| Trinidad y Tobago | n/p       | Martinica |